# ソウル・キッチン
『ソウル・キッチン』（原題: Soul Kitchen）は、ファティ・アキン製作・監督・脚本による2009年のドイツのコメディ映画。

## ストーリー
ドイツのハンブルクでレストラン「ソウル・キッチン」を営むジノスは、恋人ナディーンと別れ、税務署や衛生局とも揉め、挙句に椎間板ヘルニアになるという踏んだり蹴ったりな日々を送っていた。しかし、ヘルニアで料理ができない彼の代理の天才料理人シェインのおかげで店は盛り返し、さらに刑務所から仮出所してきた兄イリアスがかける音楽でより賑わい、事態は好転する。
ジノスはシェインから料理の手ほどきを受け、イリアスに店を任せてナディーンに会うため上海へ向かう。しかし、空港で再会したナディーンは祖母を亡くし、中国人の恋人もいた。上海行きの飛行機をキャンセルするジノスだが、荷物を手に取ると倒れてしまう。
ジノスのヘルニアは進行していた。医者から全身マヒの危険性を告げられるが、医療保険に入っていないため治療費が足りず手術もできない。そして、イリアスがギャンブルに負けてレストランを失ったことを知る。ジノスらはレストランの権利書を盗みに入るが、ヘルニアで動けなくなったジノスは捕まり、イリアスも出頭する。釈放されるも片足が動かなくなったジノスはアンナを頼り、整体師による治療を受ける。
体のマヒが取れたジノスはかつての同僚たちの行方を尋ねる。シェインはホンジュラスでサーカスのナイフ投げを、バンドメンバーの一人はスケート場で働き、バーで働いていたルチアはジノスの勧めでイリアスと再会を果たす。イリアスとのギャンブルで店を手に入れたノイマンは騙していた税務署から逆襲を受けて逮捕され、彼の所有していたレストランは競売にかけられることに。ジノスはナディーンから20万ユーロを借り、レストランを買い戻しに行く。競売が進み、相手が20万ユーロを提示し、ジノスはポケットの15ユーロを加えた20万15ユーロを提示、相手も入金を提示しようとするが、噛んでいたガムが喉に詰まり、咳き込んでいるうちに競売が終了。間一髪でジノスは店を買い戻す。
店を取り戻したジノスはシェイン譲りの腕を振るう。そしてクリスマス、貸切になったソウル・キッチンでジノスはアンナと食事を楽しむのであった。

## キャスト
- ジノス・カザンザキス：アダム・ボウスドウコス
- イリアス・カザンザキス：モーリッツ・ブライブトロイ
- シェイン・ヴァイス：ビロル・ユーネル
- ルチア・ファウスト：アンナ・ベデルケ
- ナディーン・クルーガー：フェリーネ・ロッガン
- ルッツ：ルーカス・グレゴロヴィッチ
- アンナ・モントシュタイン：ドルカ・グリルシュ
- トーマス・ノイマン：ヴォータン・ヴィルケ・メーリング
- ソクラテス：デミール・ゲクゲル
- ナディーンの祖母：モニカ・ブライプトロイ
- ヤギ：マルク・ホーゼマン
- ミリー：セム・アキン
- 投資家：ウド・キア

## 受賞・ノミネート
| 映画賞・映画祭                       | 部門             | 候補             | 結果       |
| ------------------------------------ | ---------------- | ---------------- | ---------- |
| ヴェネツィア国際映画祭               | 金獅子賞         | ファティ・アキン | ノミネート |
| ヴェネツィア国際映画祭               | 審査員特別賞     | ファティ・アキン | 受賞       |
| ヴェネツィア国際映画祭               | ヤング・シネマ賞 | ファティ・アキン | 受賞       |
| ヨーロッパ映画賞                     | 作品賞           |                  | ノミネート |
| ナショナル・ボード・オブ・レビュー賞 | 外国映画トップ5  |                  | 受賞       |